# Cătălina (Vorname)
Cătălina und Cătălin sind rumänische Vornamen.

## Herkunft und Bedeutung
Der Name Cătălina ist, neben Ecaterina, eine rumänische Form des international verbreiteten, weiblichen Vornamens Katharina. Die männliche Variante, die in den meisten anderen Sprachen keine Entsprechung hat, lautet Cătălin.

## Varianten
Weitere in Rumänien verbreitete weibliche Varianten sind Catina und Ecaterina.
Im Spanischen gibt es ferner die weibliche Form Catalina. Die Namensform Katalin ist im Ungarischen die weibliche Form. Zu Namensträgerinnen siehe jeweils dort.

## Bekannte Namensträgerinnen
- Cătălina Cristea (* 1975), rumänische Tennisspielerin
- Nicoleta-Cătălina Dascălu (* 1995), rumänische Tennisspielerin
- Cătălina Ponor (* 1987), rumänische Kunstturnerin

## Bekannte Namensträger

### Vorname Cătălin
- Cătălin Botezatu (* 1966), rumänischer Modedesigner
- Cătălin Hâldan (1976–2000), rumänischer Fußballspieler
- Cătălin Ivan (* 1978), rumänischer Politiker
- Cătălin Munteanu  (* 1979), rumänischer Fußballspieler
- Cătălin Pirtu (* 1992), rumänischer Biathlet
- Cătălin Popa (* 1981), rumänischer Fußballschiedsrichter
- Cătălin Predoiu (* 1968), rumänischer Politiker
- Cătălin Răcănel (* 1976), rumänisch-deutscher Fußballspieler

### Zwischenname Cătălin
- Eugen Cătălin Baciu (* 1980), rumänischer Fußballspieler
- Mihai Cătălin Frăṭilă (* 1970), rumänischer Geistlicher und Bischof
- Laurențiu Cătălin Iorga (* 1988), rumänischer Fußballspieler
- Ciprian Cătălin Petre (* 1980), rumänischer Fußballspieler